# Hans Christian Lumbye
 (février 2013).
Si vous disposez d'ouvrages ou d'articles de référence ou si vous connaissez des sites web de qualité traitant du thème abordé ici, merci de compléter l'article en donnant les références utiles à sa vérifiabilité et en les liant à la section « Notes et références ».
Œuvres principales
Galop du chemin de fer de Copenhague
valses, polkas, mazurkas
Hans Christian Lumbye, né le 2 mai 1810 à Copenhague et mort dans cette ville le 20 mars 1874 , est un compositeur danois connu principalement pour ses valses, polkas et mazurkas.

## Biographie
Durant son enfance il étudie à Randers et à Odense, et dès l'âge de 14 ans commence à jouer de la trompette dans une fanfare militaire. De 1843 à 1872 il est membre de la cavalerie de Copenhague tout en poursuivant son éducation musicale. En 1829, après avoir écouté un orchestre viennois jouer des compositions de Johann Strauss père, il se met à composer de la musique dans le style de Strauss, ce qui lui vaut d'être surnommé « Le Strauss du Nord ». De 1843 à 1872 il occupe la charge de directeur musical aux Tivoli Gardens de Copenhague. Sa renommée prend une telle ampleur dans la capitale danoise que nombre de ses concitoyens l'admirant vont jusqu'à considérer Johann Strauss II comme le « Lumbye du Sud ». 

## Œuvres
Lumbye est avant tout connu pour ses compositions légères, dont plusieurs proviennent de sources non musicales. Le  Galop du Champagne, par exemple, débute avec le son que l'on entend lors de l'ouverture d'une bouteille de champagne et le Galop du chemin de fer de Copenhague restitue l'ambiance sonore d'un train quittant une gare avec fracas puis freinant bruyamment à l'approche de l'arrêt suivant. Cette œuvre polyphonique préfigure Pacific 231 d'Arthur Honegger de 1923 ou encore Different Trains de Steve Reich de 1988.

## Famille
Ses deux fils deviennent aussi musiciens : Carl Christian (9 juillet 1841 - 10 août 1911) et Georg August (26 août 1843 - 1922), qui prennent la charge de l'orchestre fondé par leur père après son décès. Son petit-fils Georg Høeberg devient un chef d'orchestre danois de renom à la tête du Det Kongelige Teater (Théâtre royal danois).